# Volkswagen of South Africa
Volkswagen of South Africa (Pty.) Ltd. ist ein Automobilhersteller mit Sitz in Kariega, Südafrika.

## Geschichte
Bereits in den 1930er Jahren hatte der Hersteller Studebaker die Möglichkeiten eines Montagewerks in Südafrika ausgelotet. Im Jahr 1947 wurde in Uitenhage (seit 23. Februar 2021 Kariega) – nahe Port Elizabeth – ein Montagewerk errichtet.
Etwa zur gleichen Zeit bemühte sich Klaus von Oertzen – ein ehemaliges Führungsmitglied der Auto Union AG – darum, die Montage von DKW-Modellen in Südafrika zu bewerkstelligen. Dieser Versuch blieb trotz seines erheblichen Engagements genauso erfolglos wie sein erster Versuch, Volkswagen-Modelle nach Südafrika zu exportieren. Erst nach erneuten Bemühungen und längeren Verhandlungen wurde am 31. August 1951 der erste Käfer bei der South Africa Motor Assemblers and Distributors (SAMAD) in Uitenhage montiert.
Volkswagen erwarb 1956 eine Sperrminorität an SAMAD. Zugleich wurde von Oertzen der Vorstandsvorsitzende der SAMAD (ihm sollte 1963 nominell Heinrich Nordhoff folgen). Im Jahr 1966 wurde SAMAD auf einer außerordentlichen Hauptversammlung in Volkswagen of South Africa Limited umbenannt. 1966 hatte SAMAD, an dem die Volkswagenwerk AG damals 63 % der Anteile hielt, rund 2460 Mitarbeiter und verkaufte 21.888 Fahrzeuge.
Mit 36 315 Fahrzeugen wurde Volkswagen 1973 erstmals zur meistverkauften Marke in Südafrika.
1974 wurde das Werk dann eine einhundertprozentige Tochtergesellschaft des Volkswagen-Konzerns.
2011 war das Werk in Uitenhage neben der Tochtergesellschaft in Mexiko das einzige außereuropäische Werk, das Fahrzeuge exportiert. Von 2008 bis 2013 war Volkswagen der Marktführer auf dem südafrikanischen Pkw-Markt.
Im Jahr 2015 waren 5600 Mitarbeiter bei Volkswagen of South Africa beschäftigt.

## Modelle

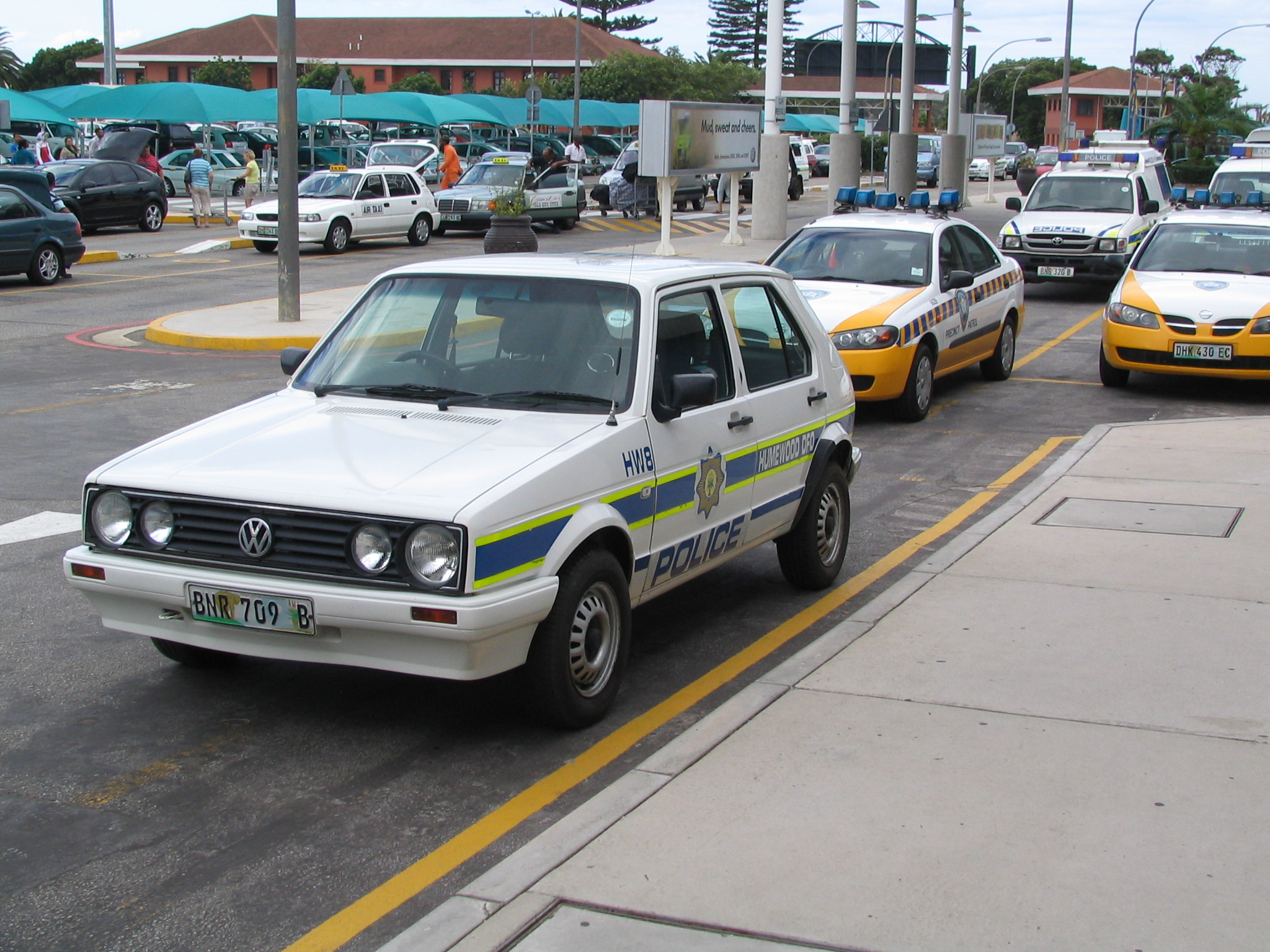
Citi Golf

Die 1947 oder 1948 gestartete Studebaker-Produktion wurde 1949 in erheblichem Maße um den Austin A40 erweitert, der zuvor bei National Motor Assemblers gebaut worden war. Auch die Auto Union GmbH ließ bei SAMAD produzieren. Der seit 1951 montierte Käfer war von 1958 bis 1964 sowie in fünf weiteren Jahren bis 1979 das meistverkaufte Fahrzeug in Südafrika. Insgesamt wurden 288 353 oder 290.922 Fahrzeuge dieser Modellreihe in Südafrika produziert. Davon wurden rund 120.000 Fahrzeuge in die Nachbarländer exportiert.
Mit dem SP 1600 lief in Südafrika von 1976 bis 1978 der weltweit leistungsstärkste serienmäßige Käfer vom Band. Er leistete 58 DIN-PS (67 bhp) aus 1,6 Litern Hubraum mit Doppelvergaser.
Seit dem Ende der Austin-Montage 1955 wurde auch der Transporter in Südafrika montiert. Er sollte bis 2002 in 264.934 Einheiten hergestellt werden.
1957 kam der VW Karmann-Ghia dazu, 1963 wurde die Modellpalette um den Typ 3 erweitert (Limousine und Variant, ab 1965 auch die Schrägheckvariante). Die Produktion von Studebaker-Modellen endete mit der Auflösung des Mutterunternehmens 1965.
Von 1968 bis 1973 wurde in Südafrika als erstes Modell der Marke Audi der Super 90 in 3640 Exemplaren hergestellt, gefolgt vom Audi 100.
Auf Basis eines Vertrags mit der Lawsons Motor Group wurden bei Volkswagen von 1973 bis 1975 Volvo-Modelle hergestellt. Ab 1976 erfolgte zudem die Produktion von Fahrzeugen der Marke Jeep.
Die Nachfolge des Käfers trat 1978 der Golf an. Die erste Generation wurde ab 1984 parallel zu den Nachfolgern als Citi Golf hergestellt. Bis August 2009 entstanden 517.384 A1-Modelle (d. h. Golf 1
und Citi Golf zusammen) bzw. 377.484 Citi Golf-Modelle.

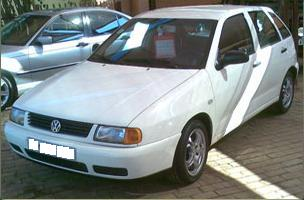
Polo Playa

Der Jetta wurde in Südafrika als Fox montiert und vermarktet.
Das einmillionste Fahrzeug (einschließlich aller Fremdfabrikate) konnte 1986 gefeiert werden, der einmillionste Volkswagen nur ein Jahr später.
Von 2006 bis 2008 wurden Seat-Modelle in Südafrika montiert. Bereits zwischen 1998 und 2002 war der Seat Ibiza (6K) in Südafrika als Polo Playa montiert und verkauft worden.
Aktuell wird der Polo VI im Werk gefertigt.